# A&W Restaurants
A&W Restaurants, Inc. – amerykańska sieć barów szybkiej obsługi, oferująca dania typu fast food takie jak hamburgery, frytki czy też hot dogi. Znana jest również z serwowania piwa korzennego (ang. root beer – orzeźwiający, bezalkoholowy oraz bezkofeinowy napój o smaku korzennym) oraz burgerów. Wiele punktów gastronomicznych to obiekty, gdzie klient ma możliwość nabycia posiłku bez opuszczania samochodu. Obecnie na świecie znajduje się prawie 1000 restauracji A&W, z czego około 600 w Stanach Zjednoczonych (2019).

## Historia
Początki jej powstania sięgają 20 czerwca 1919, kiedy to Roy W. Allen w Lodi, w stanie Kalifornia otworzył przydrożną budkę oferując nowy, gęsty i kremowy napój jakim było piwo korzenne (root beer). W tym dniu w mieście odbywała się parada ku czci powracającym weteranom z I wojny światowej. Wraz ze swoim pracownikiem Frankiem Wright, z którym w 1922 nawiązał współpracę, otworzyli w 1923 pierwszą wspólną restaurację w Sacramento, w stanie Kalifornia. Nazwa firmy została zaczerpnięta z inicjałów ich nazwisk – Allen i Wright. Firma zasłynęła ze swoich „zimnych kubków”, które przed podaniem klientom przechowywane były w zamrażarce, a następnie napełniane piwem korzennym A&W. W 1924 Allen kupuje udziały Wrighta. Następnie przekształca firmę w roku 1926 w firmę franczyzową. W 1950 Allen sprzedaje firmę i przechodzi na emeryturę.
W latach 50. i 60. XX wieku, franczyzobiorcy podpisywali umowy na 20–25 lat. W 1956 otworzono pierwsze restauracje w Kanadzie, w Montrealu i Winnipeg. Do 1960 sieć posiadała 2000 restauracji. W 1961 jeden z franczyzobiorców, Dale Murder otwiera restaurację w Lansing, w stanie Michigan. W menu jego lokalu pojawia się cheeseburger z boczkiem, który stał się ulubionym daniem jego klientów. I w taki oto sposób A&W Restaurants przypisuje sobie zatem wynalezienie cheeseburgera z boczkiem. W roku 1963 powstaje pierwszy lokal w Japonii, na Okinawie, a firma została ponownie sprzedana. W kolejnych latach firma rozwija się również na innych rynkach zagranicznych, w tym na Filipinach i w Malezji. W 1967 sieć kupiła firma United Fruit Company. AMK Corporation kupiła United Fruit w 1970 roku. Następnie AMK założyła firmę United Brands Company, aby zarządzać A&W Restaurants.

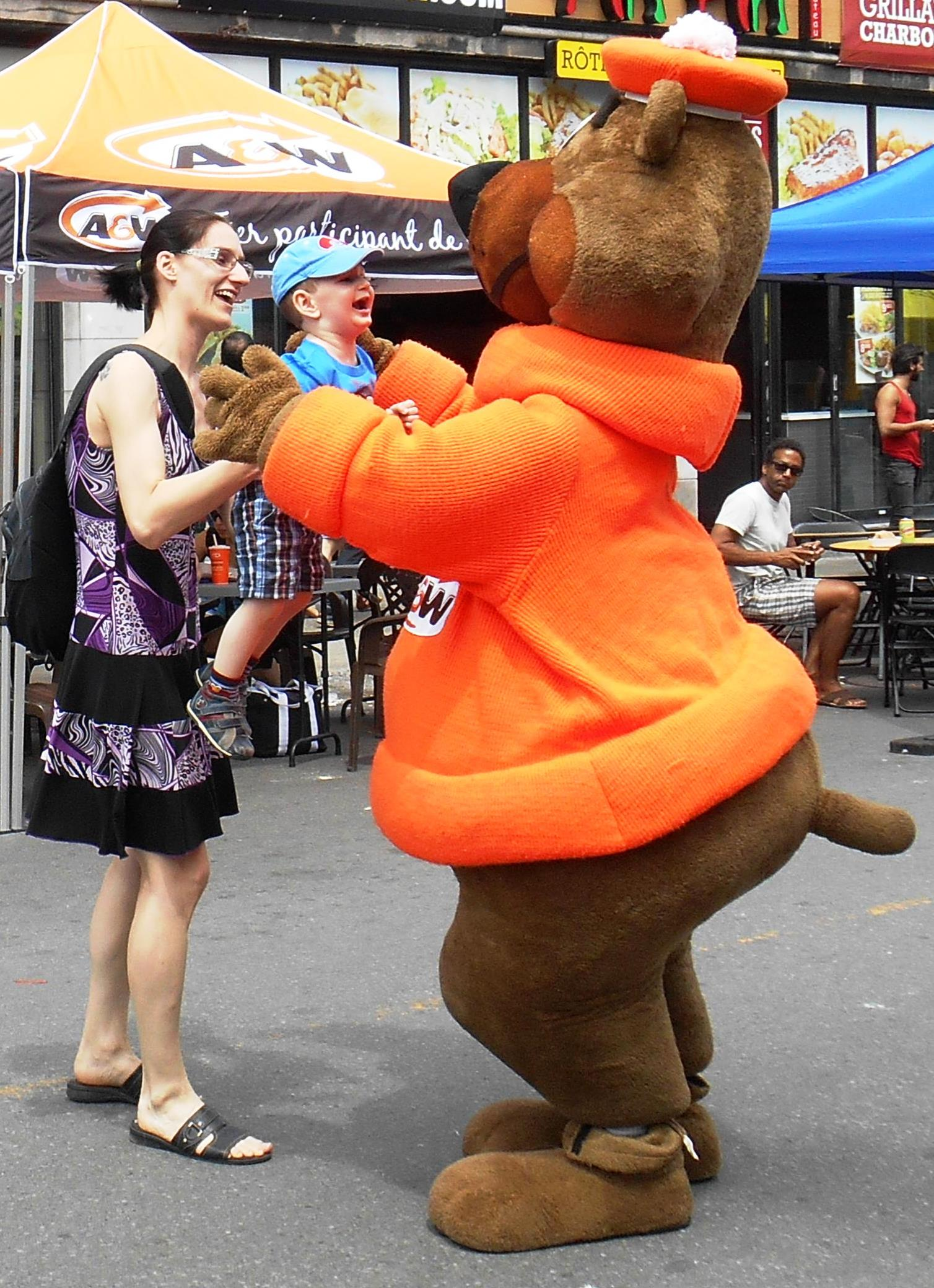
Rooty, maskotka sieci od 1973

W 1971 A&W Beverages Inc. jako spółka zależna, zaczęła dostarczać butelkowane produkty A&W do sklepów spożywczych. Produkty butelkowane stały się dostępne w całym kraju. Rok później kanadyjski oddział A&W Food Services of Canada został sprzedany firmie Unilever. W latach 70. XX wieku sieć A&W posiadała 2400 restauracji, czyli więcej niż w tym czasie McDonald’s posiadał barów szybkiej obsługi. Sieć wprowadziła również nowe umowy franczyzowe z nowymi standardami oraz opłatami licencyjnymi. W związku z tym część franczyzobiorców nie była zainteresowana przedłużeniem umów a część restauracji zostało zamkniętych. Od 1972 restauracje A&W w Kanadzie stały się częścią oddzielnej i niepowiązanej sieci. Rok później Rooty staje się maskotką sieci.
W 1982 sieć kupił Adolph Alfred Taubman, właściciel Taubman Investment Co. Kupił on tylko A&W Restaurants, ale nie A&W Beverages. W połowie lat osiemdziesiątych liczba restauracji spadła do mniej niż 500. Wprowadzono zawieszenie wydawania franczyzy. Opracowano nowa koncepcję działania firmy powołując A&W Great Food Restaurants. Aby ją przetestować, otworzono dziesięć ekskluzywnych, rodzinnych restauracji, z dużym barem sałatkowym oraz domowymi lodami. W roku 1987 siedziba firmy znajdowała się w Livonii, w stanie Michigan. Dyrektorem jej zostaje Dale Murder. Dwa lata później sieć podpisuje umowę z firmą Carousel Snack Bars ze stanu Minnesota na przekształcenie 200 lokali (głównie kiosków w centrach handlowych) w A&W Hot Dogs & More. Niektóre A&W Hot Dogs & More działają do dziś.
W 1994 w Tajlandii otwarto setną restaurację za granicą. W 1995 Taubman sprzedaje sieć firmie Sidney Feltenstein. Następnie w wyniku połączenia A&W z firmą Long John Silver’s powstaje Yorkshire Global Restaurants z siedzibą w Lexington, w stanie Kentucky.
Od marca 2002 do grudnia 2011 właścicielem sieci była firma Yum! Brands, właściciel KFC, Pizza Hut czy Taco Bell.
W kwietniu 2019 A&W wrócił do Singapuru po 16-letniej nieobecności. W czerwcu natomiast A&W stała się pierwszą siecią restauracji franczyzowych, która ukończyła 100 lat. W tym samym roku dla sieci wyprodukowano 150.000 szklanych kufli, oszczędzając tym samym ok. 180 kartonowych kubków/kufel.

## Ciekawostka
Hotele sieci Marriott mają swoje korzenie w A&W Restaurants. John Willard Marriott wraz z żoną Alice Marriott w roku 1927 zaczęli od budki z piwem korzennym A&W (root beer).